# Aviezri Fraenkel
Aviezri Siegmund Fraenkel (* 7. Juni 1929 in München) ist ein israelischer Mathematiker, der sich insbesondere mit kombinatorischer Spieltheorie befasst.

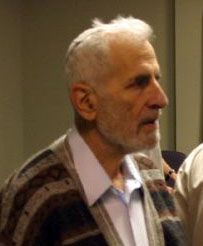
Fraenkel 2005

## Leben und Wirken
Fraenkels Familie – außer ihm und seinen Eltern zwei Schwestern – verließ Deutschland 1932 auf der Flucht vor den Nationalsozialisten und ging über Basel 1935 nach Israel, wo sie ab 1939 in Jerusalem wohnten. Er machte zunächst eine Lehre als Elektriker und studierte dann Elektrotechnik am Technion, unterbrochen von Tätigkeit für die Haganah und der Teilnahme am israelischen Unabhängigkeitskrieg. Nach seinem Abschluss leistete er seinen Wehrdienst als Nachrichtenoffizier. 1953 war er Mitglied des Teams unter der Leitung von Gerald Estrin (der an John von Neumanns Computer am Institute for Advanced Study mitgearbeitet hatte und Professor an der UCLA war), das den ersten elektronischen Computer (Weizac) in Israel am Weizmann-Institut baute. 1957 ging er auf Einladung von Estrin an die UCLA, um in Informatik (Elektrotechnik) zu promovieren. Da seine Mathematik Nebenfächer dafür nicht akzeptiert wurden, promovierte er stattdessen 1961 bei Ernst Gabor Straus in Mathematik (Rational approximations to algebraic numbers). Als Post-Doktorand war er an der University of Oregon. 1962 kehrte er nach Israel zurück und ging ans Weizmann-Institut, wo er zunächst mit der Installation eines CDC Grossrechners beauftragt war. Er wurde Professor am Weizmann-Institut (Abteilung Informatik und Angewandte Mathematik).
Fraenkel ist auch bekannt für sein Responsa-Projekt, einer umfangreichen hebräischen elektronischen Textsammlung (die neben der Bibel auch talmudisches und anderes Schrifttum aus der über 2000 Jahre umspannenden jüdischen Diaspora umfasst) an der Bar-Ilan-Universität, für die er auch Suchfunktionen entwickelte. Er arbeitete daran seit 1962.
Von Fraenkel stammt eine umfangreiche Bibliographie der kombinatorischen Spieltheorie. Neben mathematischen Spielen befasst er sich auch mit Kombinatorik, Zahlentheorie und Informatik.
Er ist seit 1956 mit der Lehrerin Shaula Fraenkel verheiratet und hat fünf Söhne und eine Tochter.
2005 erhielt er die Euler-Medaille und 2006 die Weizac Medaille der IEEE als Mitglied des Teams, das den Weizac baute. 2007 wurde das Responsa-Projekt, für das er schon 1972 den Feder Foundation Prize erhielt, mit dem Israel-Preis ausgezeichnet und 2007 wurde er Meritocrat of Rehovot (Yakir Ha’ir). 1962 hielt er einen Vortrag auf dem Internationalen Mathematikerkongress in Stockholm (A class of transcendental numbers).